# دريبل
دريبل (بالإنجليزية: Dribbble)‏ هي منصة للتواصل الاجتماعي والترويج الذاتي للفن الرقمي تجمع منتجي المحتوى الفني من مصورين، ومصممين الرسومات الرقمية (الجرافِيك) وفن التيبوغرافي، وهي بمثابة منصة محفظة تصميم، والوظائف وموقع التوظيف وهي واحدة من أكبر المنصات للمصممين لمشاركة عملهم عبر الإنترنت.
الشركة عن بعد بالكامل وليس لها مقر رسمي.

## التاريخ

### 2009
في عام 2009، أطلق دان سيدرهولم وريتش ثورنيت دريبل بيتا كموقع مدعو فقط حيث شارك المصممون ما كانوا يعملون عليه.

### 2010
في مارس 2010، تم إتاحتها للجمهور مع الأعضاء الجدد الذين يحتاجون إلى دعوات.

### 2016 إلى 2017
على مر السنين، ميزات مثل تكامل واجهة برمجة التطبيقات، والمرفقات، وإحصائيات اللاعب، أطلقت لوحة وظائف المصمم، ثم حسابات الفريق، وبودكاست تصميم، ومنتج محفظة قابل للتخصيص.
بحلول نهاية عام 2016، نما المجتمع إلى 486,771 عضوًا.
في يناير 2017، تم الاستحواذ على دريبل بواسطة Tiny، وهي عائلة من الشركات الناشئة عبر الإنترنت وتم تعيين زاك أونيسكو في منصب الرئيس التنفيذي.
شهد عام 2017 أول مؤتمر شخصي له: هانج تايم، منذ استضافته في بوسطن (2017) وسياتل (2018) ولوس أنجلوس (2018) ونيويورك.
في أبريل 2017، استحوذت دريبل على منصة كري للعمل المستقل.

### 2018 إلى 2019
في عام 2018، أضاف الموقع ميزة الفيديو. واصل الموقع أيضًا توسيع نطاقه العالمي من خلال 144 لقاءًا في 43 دولة، مع حضور أكثر من 8000 مصمم.
اعتبارًا من عام 2019، يتكون فريق الشركة البعيد بالكامل من 40 موظفًا أو أكثر.
يستخدم الموقع الآن في 195 دولة حول العالم ويشاهد أكثر من 4 ملايين زائر كل شهر.

## الجوائز
- إنك. 5000: الشركات الخاصة الأسرع نموًا في أمريكا (2018[13] و 2019[14])
- جوائز ويبي: مرتبة الشرف، أفضل موقع إلكتروني - المجتمع (2019)[15]
- جوائز سي إس إس ديزاين: أفضل تصميم لواجهة المستخدم، أفضل تصميم لتجربة المستخدم، أفضل ابتكار (2019)[16]

## انظُر أيضًا
- بيهانس
- بنترست

## مَراجع
1. ↑  May 28, Renee Fleck in Updates |; 2019. "Fresh from Dribbble". Dribbble (بالإنجليزية). Archived from the original on 2021-08-17. Retrieved 2019-08-08. {{استشهاد ويب}}: الوسيط |الأخير2= يحوي أسماء رقمية (help)صيانة الاستشهاد: أسماء عددية: قائمة المؤلفين (link)
2. ↑  "2017 Year In Review | Dribbble". dribbble.com. مؤرشف من الأصل في 2020-09-25. اطلع عليه بتاريخ 2019-08-08.
3. ↑  "Design Jobs | Dribbble". dribbble.com. مؤرشف من الأصل في 2022-01-11. اطلع عليه بتاريخ 2020-02-22.
4. ↑  "Dribbble 2018 Year in Review". Dribbble (بالإنجليزية). Archived from the original on 2021-05-16. Retrieved 2019-08-08.
5. ↑  "Working at Dribbble | Dribbble". dribbble.com. مؤرشف من الأصل في 2022-01-11. اطلع عليه بتاريخ 2019-08-08.
6. ↑  Summers, Nick (3 Aug 2013). "How Dribbble Became Such an Influential Platform for Designers". The Next Web (بالإنجليزية الأمريكية). Archived from the original on 2021-01-28. Retrieved 2019-08-08.
7. ↑  Panzarino, Matthew (15 Sep 2011). "Dribbble launches Job listings as a part of its Backboard - TNW Design & Dev". The Next Web (بالإنجليزية الأمريكية). Archived from the original on 2019-08-09. Retrieved 2019-08-08.
8. ↑  Jan 23, Alison Harshbarger in Updates |; 2017. "2016 Year in Review". Dribbble (بالإنجليزية). Archived from the original on 2020-02-17. Retrieved 2019-08-08. {{استشهاد ويب}}: الوسيط |الأخير2= يحوي أسماء رقمية (help)صيانة الاستشهاد: أسماء عددية: قائمة المؤلفين (link)
9. ↑  Salomon, Maxime (9 Oct 2017). "Zack Onisko Story — From Designer to Head of Growth to CEO". Medium (بالإنجليزية). Archived from the original on 2019-08-09. Retrieved 2019-08-08.
10. ↑  "Crew sold to Dribbble as co-founders turn focus to Unsplash". مؤرشف من الأصل في 2021-06-13.
11. ↑  "Zack Onisko On Getting Dribbble 1M Visitors/Month with Zero Marketing". Business & Personal Growth Tips (بالإنجليزية الأمريكية). 12 Jun 2017. Archived from the original on 2020-09-25. Retrieved 2019-08-08.
12. ↑  "The Community for Designers | About Dribbble". dribbble.com. مؤرشف من الأصل في 2022-01-11. اطلع عليه بتاريخ 2019-08-08.
13. ↑  "Inc. 5000 Badge". Dribbble (بالإنجليزية). Archived from the original on 2019-08-09. Retrieved 2019-08-08.
14. ↑  "Dribbble". Inc.com. مؤرشف من الأصل في 2021-09-25. اطلع عليه بتاريخ 2019-08-08.
15. ↑  "Dribbble -- The Webby Awards" (بالإنجليزية الأمريكية). Archived from the original on 2019-08-09. Retrieved 2019-08-08.
16. ↑  Awards، CSS Design. "Dribbble's 2018 Year In Review designed by Dribbble". www.cssdesignawards.com. مؤرشف من الأصل في 2019-08-09. اطلع عليه بتاريخ 2019-08-08.

## وُصلات خارجيّة
الموقع الرسمي